# Dennenrenspin
De dennenrenspin (Philodromus emarginatus) is een spinnensoort in de taxonomische indeling van de renspinnen (Philodromidae).
Het dier komt uit het geslacht Philodromus. Philodromus emarginatus werd in 1803 beschreven door Schrank.